# غوتس فريدريك
غوتس فريدريك (بالألمانية: Götz Friedrich)‏ هو مخرج ألماني، ولد في 4 أغسطس 1930 في ناومبورغ في ألمانيا، وتوفي في 12 ديسمبر 2000 في برلين في ألمانيا.

## وصلات خارجية
- غوتس فريدريش على موقع IMDb (الإنجليزية)
- غوتس فريدريش على موقع مونزينجر (الألمانية)
- غوتس فريدريش على موقع ميوزك برينز (الإنجليزية)
- غوتس فريدريش على موقع قاعدة بيانات الفيلم (الإنجليزية)